# Reforma agraria peruana de 1969

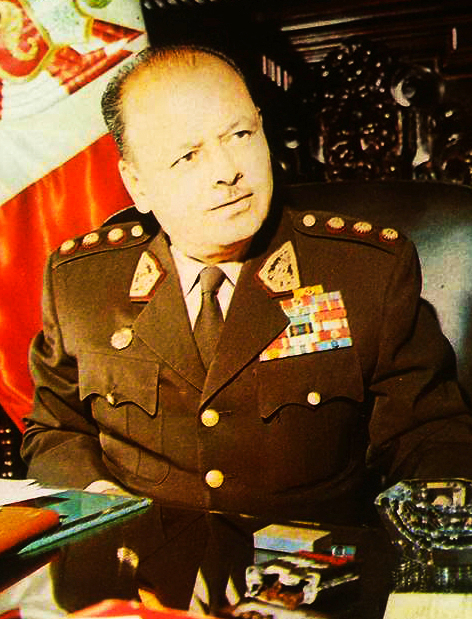
El general Juan Velasco Alvarado, promotor de la Reforma agraria peruana de 1969.

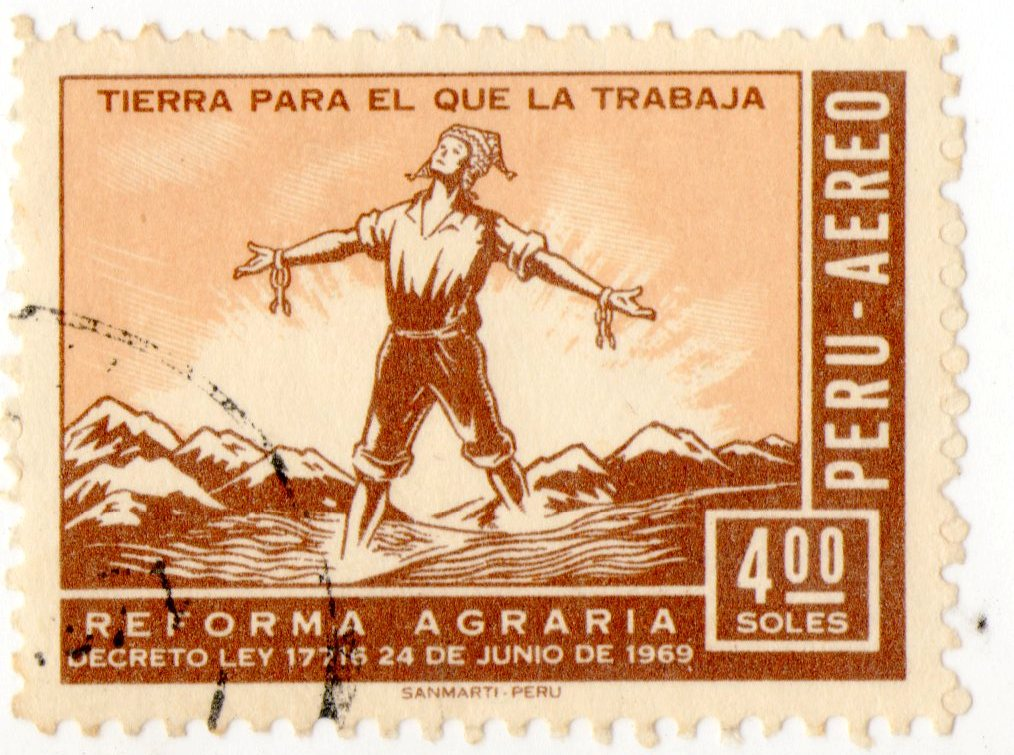
Sello postal de 1969, imagen de Carlos Zeiter: Tierra para el que la trabaja.

La reforma agraria peruana fue un proceso en el Perú con respecto a la propiedad de la tierra, por el cual fueron promulgadas tres leyes de reforma agraria en los años 1963, 1965 y 1969, después de tomas de tierra por el movimiento de campesinos a inicios de los años 1960. Mientras que la primera reforma fue limitada a la provincia de La Convención en el departamento del Cusco y la segunda tuvo efectos muy limitadas, la tercera, aplicada por el Gobierno Revolucionario de la Fuerza Armada liderado por Juan Velasco Alvarado, eliminó el gamonalismo, las haciendas y el peonaje. A partir de 1969, el gobierno peruano implementó una serie de medidas con el objetivo de transformar el panorama social del país, a través de un cambio en el sistema de distribución de la riqueza, particularmente del régimen económico y el de propiedad de la tierra. Una de tales medidas fue la promulgación del Decreto Ley n.º 17716 (Ley de Reforma Agraria) el cual tenía el objetivo de transformar la estructura de titularidad de tierras del país y sustituir los regímenes de latifundio y minifundio por un sistema de redistribución equitativa de la propiedad rural. La reforma agraria se llevó a cabo a través de expropiaciones de predios rústicos. Dichos terrenos —cuyos propietarios eran tanto personas naturales como jurídicas— pasaron en un primer momento a ser de dominio estatal, y luego fueron distribuidos entre campesinos y pequeños agricultores organizados en cooperativas y sociedades agrícolas. Como parte de las expropiaciones, el gobierno dispuso que las personas expropiadas fueran indemnizadas a través de bonos de deuda según una tasación realizada por el Estado, y sobre la base de un justiprecio cuyo pago era imperativo por mandato constitucional.

## Sociedad agraria antes de 1969

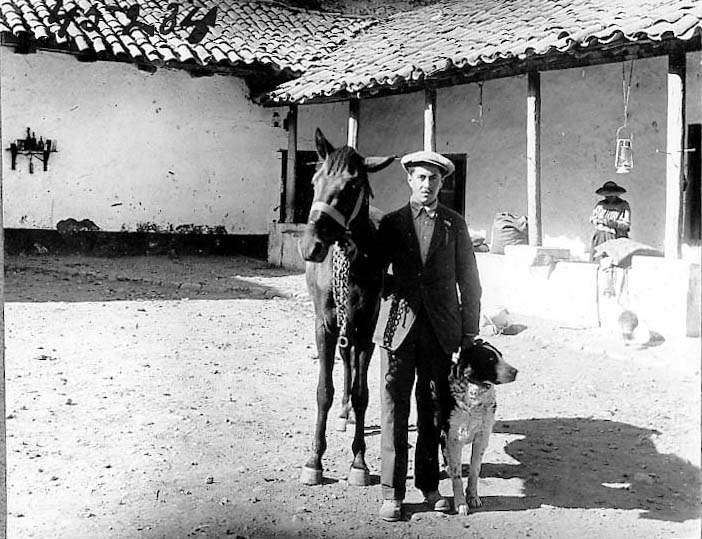
Hacendado de Chacchan (Pariacoto, Huaraz, Áncash), 1922

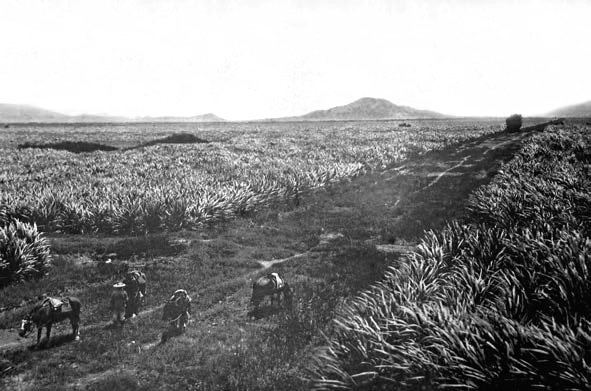
Hacienda azucarera Larco, La Libertad, inicios de siglo XX

Las haciendas extensas en el Perú fueron resultado de procesos de concentración de tierras en los tiempos de la Colonia, cuando los terratenientes españoles obtuvieron tierras que antes fueron administradas por la población indígena. Después de la independencia del Perú, a partir del Decreto del 8 de abril de 1824 dado en Trujillo por Simón Bolívar, las restricciones de los terratenientes para la protección de los campesinos indígenas fueron abolidas, y las haciendas se expandieron extensamente a favor de las comunidades indígenas.
Entre los años 1900 y 1918, las haciendas azucareras en el valle de Chicama fueron adquiridas por tres emprendedores de la industria: los hermanos Larco (relacionadas con la familia de José A. Larco), Graham Rowe and Co (exportadores británicos) y los Gildemeister (familia de comerciantes de Bremen). En los departamentos de Pasco y Junín, la Sociedad Ganadera de Junín, propiedad de la empresa norteamericana Cerro de Pasco Copper Corporation, tenía ganado de aproximadamente 15.000 vacunos y 85.000 ovejas en 1944. Tenía haciendas con una superficie total de 230.256,62 hectáreas en 1962. En total, la Cerro de Pasco Copper Corporation tenía 233.000 ovejas en 1957 y 204.000 en 1964 – redujo el número para optimizar la calidad.
En la constitución peruana de 1920 de Augusto B. Leguía, las comunidades indígenas fueron reconocidas como entidades legales por primera vez en la historia de la república peruana y obtuvieron el derecho a propiedad de tierra y la protección legal contra expropiación por los hacendados. Sin embargo, en los años 1920 hubo una sublevación de campesinos quechuas en la provincia de Anta contra los terratenientes que fue suprimida por fuerzas de seguridad. En 1936 los derechos de las comunidades indígenas fueron incluidos también en el Código Civil. Hasta el año 2000, 5660 comunidades indígenas y campesinas, respectivamente, fueron reconocidas.

## Contexto internacional
La reforma agraria fue un proceso político social ejecutado a nivel mundial. Muchos países, básicamente los del llamado Tercer Mundo, se sumaron a la nueva forma de distribución de la riqueza. La reforma agraria peruana se inspiró en la reforma agraria realizada en Bolivia en 1952 y tiene su antecedente en la reforma agraria proyectada en las Cortes de Cádiz durante el Imperio Español.

## Reformas agrarias antecedentes en el Perú

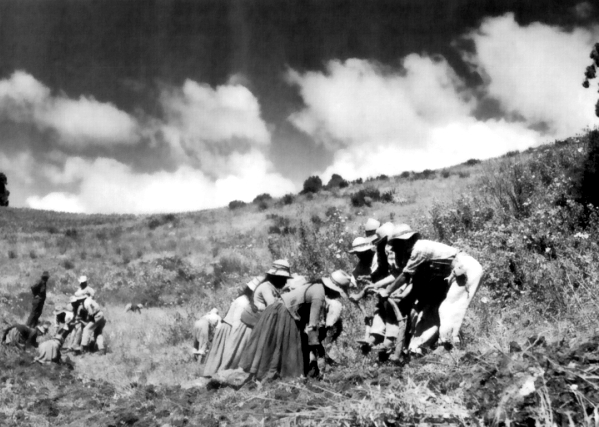
Faena agrícola en la sierra peruana (1940).

En 1958, 11 años antes de la reforma velasquista, Pedro Beltrán había encabezado una Comisión para la Reforma Agraria sin ningún resultado concreto. En noviembre de 1962, el gobierno militar de Ricardo Pérez Godoy aprobó la Ley de Bases de la Reforma Agraria D.L. N° 14328. En 1963, durante el gobierno de la Junta Militar presidida por Nicolás Lindley, se promulgó la Ley de bases para la Reforma Agraria (Decreto Ley No 14444) que creó el IRAC (Instituto de Reforma Agraria y Colonización) e inició el proceso de la reforma agraria en la provincia de La Convención y el valle de Lares (departamento del Cuzco) en reacción a la aplicación de una reforma agraria por los campesinos y su organización Confederación Campesina del Perú (CCP) bajo su líder Hugo Blanco Galdós en La Convención y en Lares. En 1964, Fernando Belaúnde Terry promulgó la Ley de Reforma Agraria N° 15037, que no incluyó a las grandes propiedades de la costa norte y tuvo problemas para ser aplicada. Belaúnde, como signatario de la Carta de Punta del Este, se comprometió a:

"Impulsar dentro de la particularidad de cada país, programas de Reforma Agraria Integral, orientados a la efectiva transformación de las estructuras e injustos sistemas de tenencia y explotación de la tierra donde así se requiera, con miras a sustituir el régimen de latifundio y minifundio por un sistema justo de propiedad, de tal manera que, mediante el complemento de crédito oportuno y distribución de
los productos, la tierra constituya, para el hombre que la trabaja, base de su estabilidad económica, fundamento de su progresivo bienestar y garantía de su libertad y dignidad".

## Ley de Reforma Agraria del gobierno de Velasco

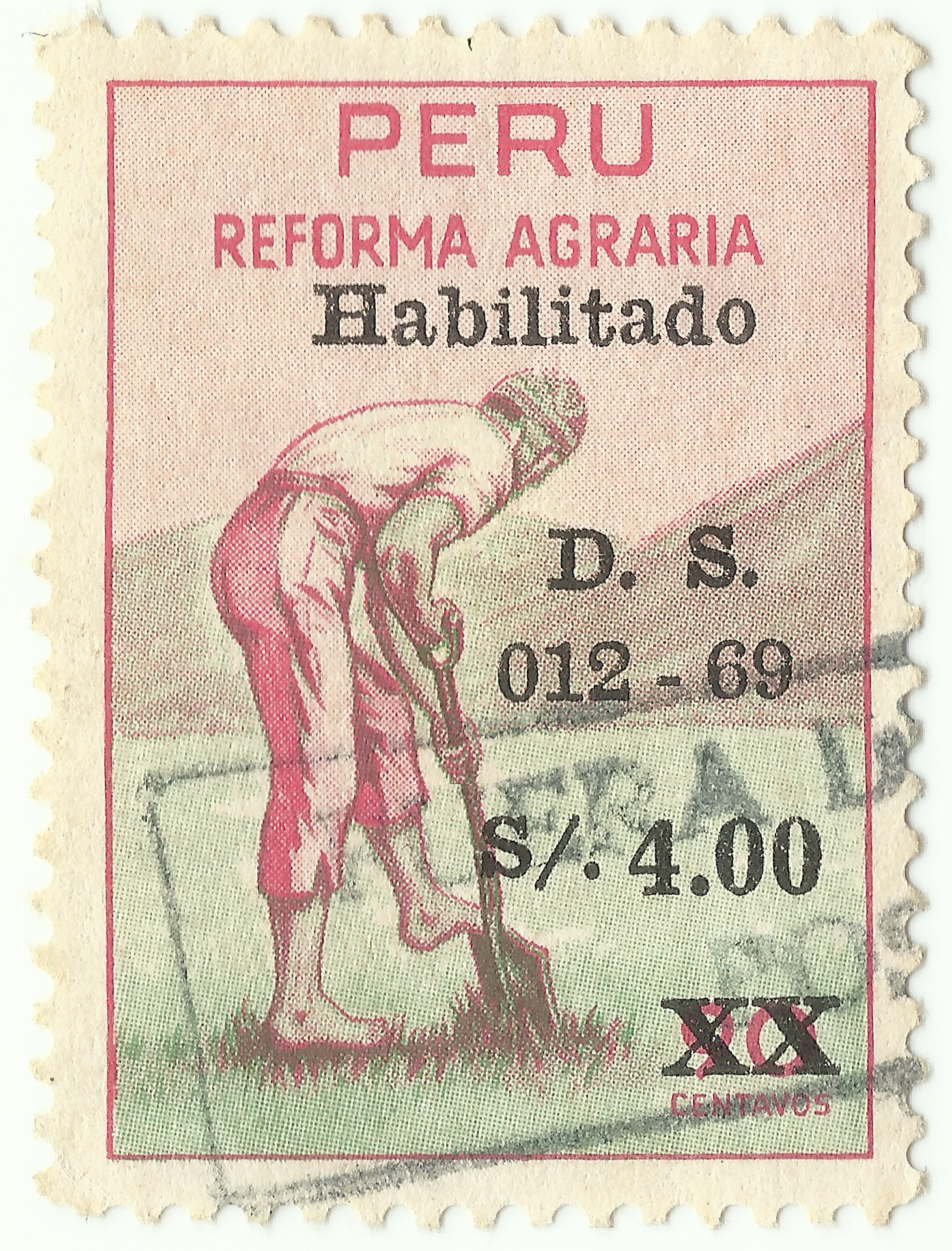
Sello postal de la reforma agraria (1969).

La reforma fue retomada durante el Gobierno Revolucionario de la Fuerza Armada del general Juan Velasco Alvarado. El 3 de octubre de 1968, Juan Velasco Alvarado asumió el poder y el 24 de junio de 1969, se promulgó el Decreto Ley N° 17716 de Ley de Reforma Agraria. Entre junio de 1969 y junio de 1970 se expropiaron más de nueve millones de hectáreas de tierra, que representaron unos 15,826 lotes, con las cuales se beneficiaron unas 370,000 familias. Los propietarios de las tierras expropiadas fueron obligados a aceptar a cambio Bonos de la Reforma Agraria, de tres clases: a pagar en 20 años (clase A), 25 años (clase B) y 30 años (clase C), que se pagarían con un interés anual del 4 al 6% al rebatir. En la actualidad, se discute en los tribunales el actual valor de dichos bonos, cuyos principales propietarios son el Gramercy Funds Management (USA) y el Banco de Crédito del Perú.
En los años siguientes, alrededor de 11 millones de hectáreas fueron adjudicados a cooperativas y comunidades campesinas.  Dos tipos de cooperativas fueron formados: las Cooperativas Agrarias de Producción (CAP) y las Sociedades Agrícolas de Interés Social (SAIS). Las CAPS fueron formadas en las haciendas agrícolas de la costa como propiedad colectiva de los trabajadores agrícolas. Las SAIS fueron organizadas en las haciendas ganaderas de los Andes como combinación de cooperativa de trabajo asalariado y comunidades campesinas tradicionales. Como resultado no solo se repartieron siete millones de hectáreas de tierras, sino que, además, liberó a una fuerza social que había estado dormida durante la colonia española y la república criolla. Los complejos agroindustriales de la costa fueron los primeros en ser alcanzados por la reforma. El 26 de junio de 1969, dos días después de la promulgación de la ley, soldados armados ingresaron a las haciendas azucareras de la costa norte para tomar las instalaciones y desalojar a sus propietarios, avanzando así, según Enrique Mayer, en la toma de los "privilegios de la oligarquía terrateniente nacional".2:344-345
La Confederación Campesina del Perú apoyó la expropiación de las haciendas, pero criticó la formación de estas supercooperativas y defendió el derecho de las comunidades campesinas a recuperar las tierras de las haciendas adjudicadas a las SAIS.
El 9 de mayo de 1972, fue promulgada la Ley n.º 19400, la cual liquidó las organizaciones de los hacendados: la Sociedad Nacional Agraria, la Asociación de Ganaderos y la Asociación de Productores de Arroz. Como organización de campesinos beneficiarios de la reforma agraria, se fundó la Confederación Nacional Agraria (CNA) el 3 de octubre de 1974. De 1969 a 1979, que fue lo que aproximadamente duraron los gobiernos de los generales Juan Velasco Alvarado y Francisco Morales-Bermúdez, se expropiaron 9.065.772 de hectáreas de las 30 de tierra cultivable del país y fueron adjudicadas 8.328.322 hectáreas, de lo cual se benefició a 368.817 personas. Haciendas tradicionales como Huyro, Pucuto, Pistipata (Familia De La Torre Romainville); Cartavio y Paramonga (W. R. Grace & Co.), Casa Grande (Familia Gildemeister), Roma (Familia Larco), El Choloque, La pared (Familia Muro), Cayaltí (Familia Aspíllaga), Pucalá  (Sociedad Vda.de Virgilio Dallorso), Pomalca (Familia de la Piedra), Tumán (Familia Pardo), Laredo (Familia Chopitea), Huando (Familia Graña) y Calipuy (Familia Ganoza) pasaron a ser cooperativas administradas por los trabajadores.
La adscripción de las antiguas haciendas a cooperativas controladas por burócratas e ingenieros llevó a un gran descontento entre los campesinos indígenas y las comunidades campesinas, que quisieron recuperar las tierras que les habían arrebatado los hacendados. Ya en 1973 reiniciaron tomas de tierra, cuando ocuparon campiñas de la grandísima cooperativa “Tupac Amaru II” llamada también Machu Asnu (“Asno Viejo”) en la provincia de Anta en el departamento del Cuzco, compuesta de 105 antiguas haciendas expropiadas entre 1971 y 1973. Los gerentes de la cooperativa ni siquiera hablaban la lengua de los campesinos, el quechua. Las tomas de tierra fueron organizadas por la organización campesina CCP, que ya había tomado tierras en los años 1960. En los años siguientes, las tierras de la cooperativa “Tupac Amaru II” fueron redistribuidas entre las comunidades indígenas, y en 1980, la CAP fue disuelta. En el departamento de Apurímac, las tierras fueron ocupadas porque las autoridades ni siquiera habías iniciado la expropiación de los terratenientes. Después de la destitución de Velasco por el general Francisco Morales Bermúdez, las expropiaciones de tierras continuaron mientras que en otras áreas, el gobierno dejó de hacer una política de izquierda.

## Segundo gobierno de Belaúnde Terry y gobierno de Alan García
Según Enrique Mayer, Fernando Belaúnde Terry “muy diplomáticamente hizo su mejor esfuerzo para que fracasase la reforma de Velasco”. Sin embargo, las propiedades no fueron devueltas a la oligarquía, sino las cooperativas fueron convertidas en empresas independientes, las cuales pudieron ser disueltas con la mayoría de sus miembros. En los años siguientes, la mayoría de las tierras de las cooperativas en los Andes fue distribuida entre las comunidades campesinas y pequeños agricultores, por lo cual la distribución de tierra en el Perú cambió radicalmente. Campesinos en los Andes, en su mayoría organizados en la CCP, recuperaron tierras en acciones militantes. Las últimas tomas de tierras sucedieron entre 1987 y 1989 en el departamento de Puno, donde los campesinos recuperaron, según su líder Hugo Blanco Galdós, aproximadamente 1.250.000 hectáreas.
Según Enrique Mayer, hasta fines de los años 1980, las comunidades campesinas obtuvieron la mayoría de las tierras en los Andes, y sólo parcialmente hubiera en medio una fase de cooperativas, porque en muchos casos los campesinos indígenas de las antiguas haciendas habían rechazado convertirlas en cooperativas, y después, obtuvieron la tierra directamente como comunidad campesina. Según Mayer, en “la sierra, la clase terrateniente fue totalmente eliminada del campo”.
Pocas cooperativas quedaron, entre ellas la SAIS Tupac Amaru N° 1 en Pachacayo (Junín), una cooperativa ovejera con más de 200.000 hectáreas en 2012, con 30.000 campesinos y 16 comunidades asociadas en 2021. Algunas cooperativas fueron destruidas por los maoístas de Sendero Luminoso durante el conflicto armado en el Perú en los años 1980 y 1990, sobre todo en las regiones de Ayacucho y Junín. Eso sucedió con la SAIS ovejera “Cahuide” en Junín, que fue disuelta y cuyas tierras fueron luego distribuidas entre las comunidades campesinas y los miembros de la cooperativa.

## Alberto Fujimori
Bajo Alberto Fujimori, Absalón Vásquez, hijo de un trabajador agrícola en la cooperativa agraria de producción azucarera en el distrito de Casa Grande en el valle de Chicama, fue ministro de agricultura. Privatizó las últimas cooperativas azucareras en esta región que fueron excesivamente endeudados y las vendió a las empresas agrícolas Gloria (familia Rodríguez Banda), Wong y Oviedo.
El 3 de octubre de 1974 en el Congreso de la República se reunieron 800 delegados campesinos de todo el país, representando más de 3,000 comunidades campesinas y cooperativas agrarias, y fundaron la CNA. Objetivo principal de la organización fue la defensa de los logros de la Reforma Agraria.

## La deuda actual
Al mes de marzo de 1975 se habían expropiado un total de 7 873 fundos, lo que ha dado un total de 6 664 308 hectáreas expropiadas con un total de costo para el estado de 12 131 576 343 Soles.
Si bien en 2004 la Corte Suprema estuvo a favor del pago a los expropiados, en el 2012, el Tribunal Constitucional anunció que elaboraba una resolución para que el gobierno cancelara la deuda. 
La deuda de la reforma agraria se estima impagable, puesto que los valores reconocidos a los más de 20 000 agricultores grandes y pequeños, que fueron perjudicados, estaban por debajo de 1/50 de su valor real, es decir, once millones de hectáreas fueron bonificadas a un valor cincuenta veces menor que el real. Empresas agrícolas del norte del Perú obtuvieron valores incluso menores.[cita requerida]
Hacer un estimado del valor de la deuda del estado con 20 000 empresarios peruanos es hablar de cientos de millones de dólares, si asumimos que una hectárea estimaba un valor actualizado de 2 000 dólares americanos.[cita requerida]
Hasta hoy, la Confederación Nacional Agraria (CNA), agrupación comercial fundada por campesinos beneficiarios de la reforma en 1974, y sociólogos como Héctor Béjar la consideran un modelo a imitar.

## Problemas generados por la Reforma Agraria
La Reforma Agraria produjo una profunda transformación de la realidad del campo, que permitió eliminar muchas de las causas de conflictos sociales del campo, los mismos que se venían incubando desde la conquista y que generaron condiciones de latente conflicto que podían derivar en una explosión social. Sin embargo, no todos los efectos de la reforma agraria han sido positivos, de hecho se pueden apreciar los siguientes problemas luego de la reforma agraria:
- Las empresas agrarias de producción de carácter asociativas no lograron el nivel de eficiencia deseado.
- Ante el fracaso de las mencionadas empresas, la mayoría de ellas se han desintegrado, generándose un proceso masivo de parcelación individual en favor de los socios de estas empresas, lo que ha restado productividad y eficiencia a la explotación de las mismas.
- Eliminación del mercado de tierras.

Algunos de los inconvenientes fueron percibidos por simpatizantes del neoliberalismo, quienes apoyaron el proyecto de reversión en los años 1990.